# HD 132563
HD 132563 — кратная звезда в созвездии Волопаса на расстоянии (вычисленном из значения параллакса) приблизительно 344 световых лет (около 105 парсек) от Солнца. Видимая звёздная величина звезды — +8,57m. Возраст звезды определён как около 5,04 млрд лет.
Вокруг звезды обращается, как минимум, одна планета.

## Характеристики
Первый компонент (HD 132563Aa) — жёлто-белая звезда спектрального класса F8III, или G0. Видимая звёздная величина звезды — +8,966m. Масса — около 1,229 солнечной, радиус — около 1,602 солнечного, светимость — около 2,8 солнечной. Эффективная температура — около 6943 K.
Второй компонент — коричневый карлик. Масса — около 56,82 юпитерианских. Удалён на 1,602 а.е..
Третий компонент (HD 132563Ab). Масса — около 0,55 солнечной. Орбитальный период — около 37 лет. Удалён на 12,9 а.е..
Четвёртый компонент (HD 132563B) — жёлтый карлик спектрального класса G. Видимая звёздная величина звезды — +9,472m. Масса — около 1,01 солнечной, радиус — около 1,05 солнечного, светимость — около 1,489 солнечной. Эффективная температура — около 5970 K. Удалён на 4,1 угловой секунды.
Пятый компонент (TYC 3050-501-1) — жёлто-белая звезда спектрального класса F. Видимая звёздная величина звезды — +10,93m. Радиус — около 1,41 солнечного, светимость — около 3,033 солнечной. Эффективная температура — около 6404 K. Удалён на 65,7 угловой секунды.

## Планетная система
В 2011 году группой астрономов у звезды обнаружена планета HD 132563B b.